# Jacques-Louis Soret

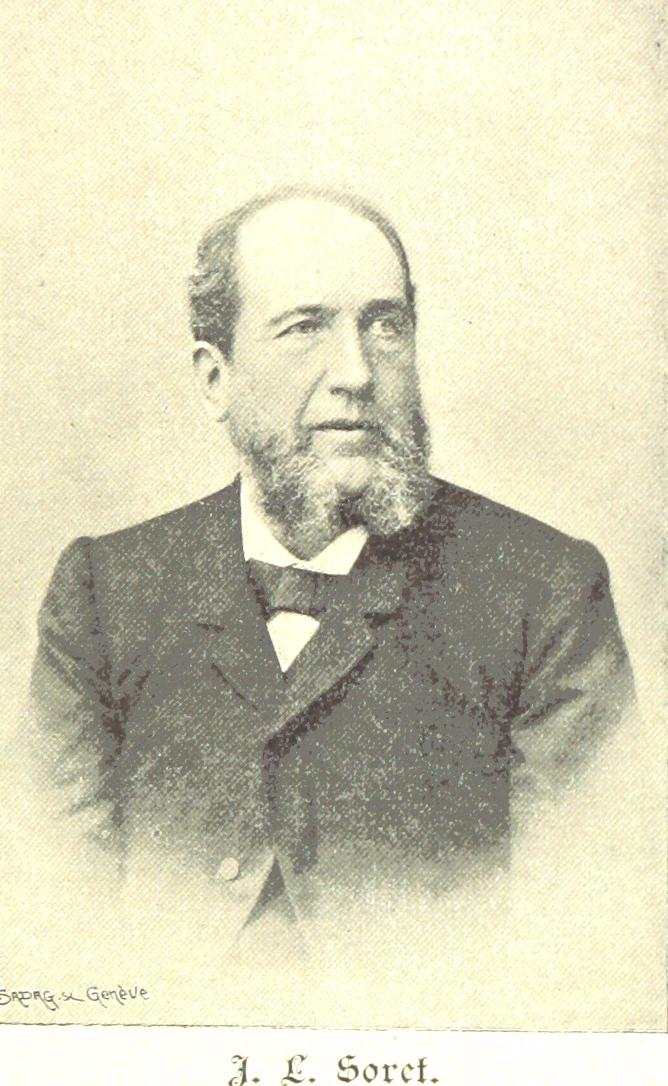
Jacques-Louis Soret

Jacques-Louis Soret (ur. 30 czerwca 1827 w Genewie, zm. 13 maja 1890 tamże) – chemik szwajcarski. W 1878 roku, razem z Markiem Delafontainem, zaobserwował spektroskopowo holm. Niezależnie od nich Per Teodor Cleve oddzielił chemicznie holm od tulu i erbu w roku 1879. Tych trzech naukowców jest uznawanych za odkrywców tego pierwiastka chemicznego.
Wcześniej Soret ustalił budowę cząsteczki ozonu jako składającej się z trzech atomów tlenu.
W spektroskopii pasmem Soreta  nazwany jest silne pasmo absorpcyjne w bliskim ultrafiolecie kompleksów porfiryn z metalami, opisane przez Soreta w 1883 r.
Jego syn, Charles Soret, był także znanym fizykiem i chemikiem.